# Грандес-і-Сан-Мартін
Грандес-і-Сан-Мартін (ісп. Grandes y San Martín) — муніципалітет в Іспанії, у складі автономної спільноти Кастилія-і-Леон, у провінції Авіла. Населення — 26 осіб (2021).
Муніципалітет розташований на відстані близько 110 км на захід від Мадрида, 23 км на північний захід від Авіли.
На території муніципалітету розташовані такі населені пункти: (дані про населення за 2010 рік)
- Грандес: 20 осіб
- Сан-Мартін-де-лас-Кабесас: 16 осіб

## Демографія
Динаміка населення (INE ):